# Pierre Schild
Pierre Schild fue un director artístico de cine nacido en San Petersburgo (Rusia) en 1897 que trabajó en numerosas películas, principalmente en Francia y España. Su verdadero nombre era Lakka Schildknecht, si bien firmó sus trabajos como Pierre Schildknecht durante su etapa francesa, y posteriormente como Pedro Schild en la española.

## Biografía
Colaboró como escenógrafo en el círculo artístico de los Teatros Imperiales de San Petersburgo, pero abandonó su país a raíz de la revolución rusa de 1917, y se estableció en un primer momento en Francia, donde trabajó como director artístico en filmes como Le Brasier ardent (1923) –donde participarían sus compatriotas Ivan Mosjoukine y Alexandre Volkoff–;  Napoleón de Abel Gance (1927), Un perro andaluz (1929) y La edad de Oro (1930) de Luis Buñuel; El escándalo de Marcel L´Herbier (1934) y Les Disparus de Saint-Agil de Christian-Jaque (1938). En esta época francesa participó en diversas películas franco-españolas de Benito Perojo,como Au-delá de la mort (1924) y Grand Gosse (1926). 

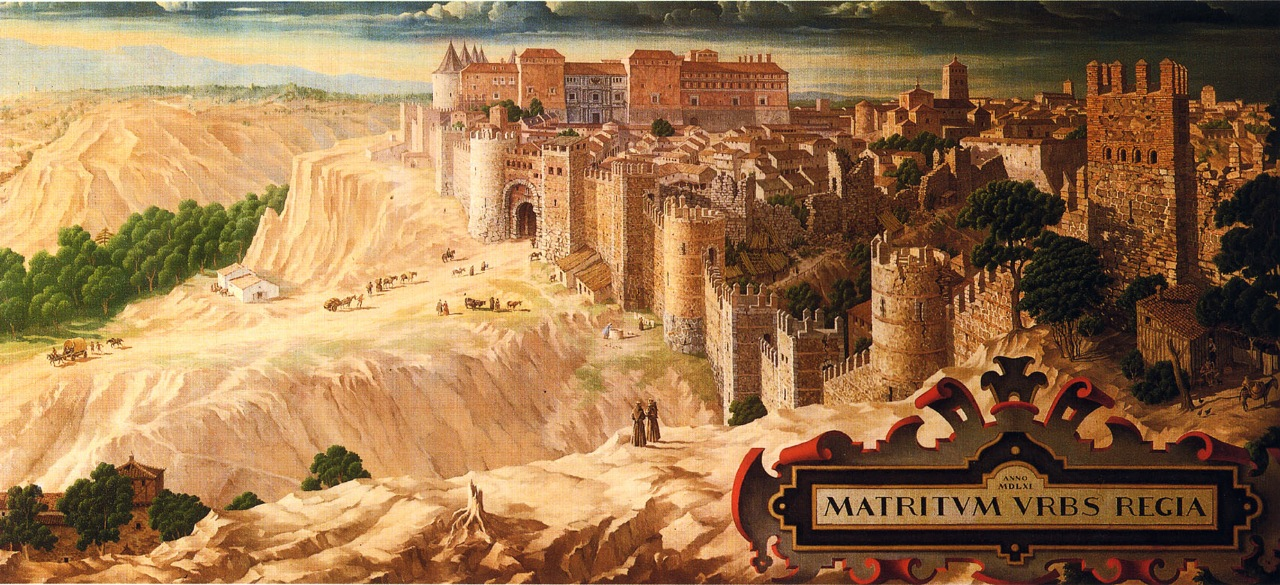
«Matritvm Urbs Regia», fragmento de la obra de Schild en 1956, representando un imaginario Madrid hacia 1561, en la decoración del restaurante Sobrino de Botín en Madrid.

A finales de la década de 1930, huyendo de la inminente invasión nazi dejó Francia y se instaló en España, tomando el nombre de Pedro Schild. En la industria cinematográfica española fue contratado por el arquitecto Saturnino Ulargui, director de la productora Ufisa. Aportó técnicas novedosas de trabajo en la dirección artística y en los efectos especiales, como el «glass shot» y el «matte painting», más vistosas y económicas que las técnicas que se empleaban en España hasta entonces. En 1944 Schild creó en Madrid, la firma S.E.S. con Francisco Escriñá y Antonio Simont. En 1945 decidió continuar en solitario y se desvinculó de sus antiguos socios. Entre 1940 y 1958, colaboró en coproducciones hispano-italianas. Abandonó su actividadades cinematográficas al comienzo de la década de 1960, y falleció en Madrid en 1968.
Es padre del actor Michel Cartacheff.

## Filmografía

### Periodo francés 1923-1939
- 1923 : Le brasier ardent, de Ivan Mosjoukine y Alexandre Volkoff
- 1924 : Más allá de la muerte (Au-delà de la mort) de Benito Perojo (film franco-español)
- 1926 : Michel Strogoff de Victor Tourjansky
- 1926 : El marino Español (Grand Gosse) de Benito Perojo (film franco-español)
- 1927 : El fin de Montecarlo de Henri Étiévant y Mario Nalpas
- 1927 : Napoléon de Abel Gance
- 1927 : La sirena de los trópicos, de  Henri Étiévant y Mario Nalpas
- 1927 : Paris-New York-Paris de Robert Péguy
- 1928 : La Symphonie pathétique de Henri Étiévant y Mario Nalpas
- 1928 : L'Île d'amour de Berthe Dagmar y Jean Durand
- 1929 : Un perro andaluz (Un chien andalou) de Luis Buñuel (cortometraje)
- 1929 : La Vierge folle de Luitz-Morat
- 1929 : Fécondité de Henri Étiévant y Nicolas Evreïnoff
- 1930 : Nuits de princes de Marcel L'Herbier
- 1930 : La edad de oro (L'Âge d'or) de Luis Buñuel
- 1930 : La Femme d'une nuit de Marcel L'Herbier
- 1930 : La donna di una notte de Marcel L'Herbier (film franco-italiano; versión italiana de La Femme d'une nuit)
- 1931 : Königin einer Nacht de Fritz Wendhausen (film franco-alemán; versión alemana de La Femme d'une nuit)
- 1931 : Mon béguin de Hans Behrendt
- 1931 : Pas sur la bouche de Nicolas Rimsky y Nicolas Evreïnoff
- 1931 : Le Parfum de la dame en noir de Marcel L'Herbier
- 1932 : Un coup de téléphone de Georges Lacombe
- 1932 : Ma femme... homme d'affaires de Max de Vaucorbeil
- 1932 : Le Rosier de madame Husson de Dominique Bernard-Deschamps
- 1933 : Le Simoun de Firmin Gémier
- 1933 : Les Aventures du roi Pausole de Alexis Granowsky
- 1933 : Die Abenteuer des Königs Pausole de Alexis Granowsky (film franco-alemán; versión alemana de Aventures du roi Pausole)
- 1933 : The Merry Monarch de Alexis Granowsky (film franco-británico; versión inglesa de des Aventures du roi Pausole)
- 1933 : Cette nuit-là de Marc Sorkin y Georg Wilhelm Pabst
- 1933 : Les Deux 'Monsieur' de Madame de Abel Jacquin y Georges Pallu
- 1933 : Remous de Edmond T. Gréville
- 1933 : Pour être aimé de Jacques Tourneur
- 1934 : Le Cavalier Lafleur de Pierre-Jean Ducis
- 1934 : Le Scandale de Marcel L'Herbier
- 1935 : Marchand d'amour  de Edmond T. Gréville
- 1935 : Ferdinand le noceur de René Sti
- 1935 : Le Comte Obligado de Léon Mathot
- 1935 : Jim la Houlette de André Berthomieu
- 1935 : Retour au paradis de Serge de Poligny
- 1935 : Princesse Tam Tam de Edmond T. Gréville
- 1935 : Nous ne sommes plus des enfants de Augusto Genina
- 1936 : Monsieur Personne de Christian-Jaque
- 1936 : Un de la légion de Christian-Jaque
- 1936 : Les Bateliers de la Volga de Vladimir Strizhevsky
- 1936 : Le Mioche de Léonide Moguy
- 1937 : François I de Christian-Jaque
- 1937 : À Venise, une nuit de Christian-Jaque
- 1937 : Josette de Christian-Jaque
- 1938 : Les Pirates du rail de Christian-Jaque
- 1938 : Hércules de Alexandre Esway y Carlo Rim
- 1938 : Ernest le rebelle de Christian-Jaque
- 1938 : Barnabé de Alexandre Esway
- 1938 : Les Disparus de Saint-Agil de Christian-Jaque
- 1939 : Trois de Saint-Cyr de Jean-Paul Paulin
- 1939 : Raphaël le tatoué de Christian-Jaque
- 1939 : Angélica o La Rose de sang de Jean Choux (film franco-italiano)
- 1939 : Dernière Jeunesse de Jeff Musso (film franco-italiano)
- 1939 : Ultima Giovinezza de Jeff Musso (film franco-italiano ; versión italiana de Ultime Jeunesse)

### Periodo español 1940-1958
- 1940 : Marianela de Benito Perojo
- 1940 : La florista de la reina de Eusebio Fernández Ardavín
- 1941 : Los millones de Polichinela de Gonzalo Delgrás
- 1941 : Pepe Conde de José López Rubio
- 1941 : Héroe a la fuerza de Benito Perojo
- 1941 : Rosa de África de José López Rubio
- 1942 : La Parrala de Edgar Neville (cortometraje)
- 1943 : Sucedió en Damasco de José López Rubio y Primo Zeglio (film hispano-italiano)
- 1943 : Dora la espía de Raffaello Matarazzo (film hispano-italiano)
- 1943 : Fiebre de Primo Zeglio (film hispano-italiano)
- 1944 : Luna de sangre de José López Rubio (cortometraje)
- 1944: Chuflillas de Claudio de la Torre
- 1944: La Torre de los siete jorobados de Edgar Neville
- 1944: El Testamento del virrey de Ladislao Vajda
- 1944: El rey de las finanzas de Ramón Torrado
- 1944: Inés de Castro de José Leitao de Barros y Manuel Augusto García Viñolas
- 1945: Espronceda de Fernando Alonso Casares
- 1945: Su última noche de Carlos Arévalo
- 1945: Tierra sedienta de Rafael Gil
- 1946: El emigrado de Ramón Torrado
- 1946: Camoens de José Leitao de Barros (film portugués)
- 1946: La mantilla de Beatriz de Eduardo García Maroto (film portugués)
- 1947: Extraño amanecer de Enrique Gómez
- 1948: Una noche en blanco de Fernando Alonso Casares
- 1949: La Duquesa de Benamejí de Luis Lucia
- 1949: De mujer a mujer de Luis Lucia
- 1950: El último caballo de Edgar Neville
- 1950: Balarrasa de José Antonio Nieves Conde
- 1951: Una cubana en España de Luis Bayón Herrera
- 1954: La danza de los deseos de Florián Rey
- 1955: La cruz de mayo de Florián Rey
- 1956: La herida luminosa de Tulio Demicheli (film hispano-italiano)
- 1957: El Conde Max  de Giorgio Bianchi (film hispano-italiano)
- 1958: Buenos días, amor  de Franco Rossi (film hispano-italiano)
- 1958: Carlota de Enrique Cahen Salaverry
- 1958: La quiniela de Ana Mariscal

## Enlaces
Pierre Schild - IMDb
- Datos: Q2093889